# Aleksandr Buksman
Aleksandr Emanuiłowicz Buksman (ros. Александр Эмануилович Буксман; ur. 21 września 1951 roku w rejonie szachuńskim obwodu gorkowskiego (obecnie obwód niżnonowogrodzki) – rosyjski prawnik, pierwszy zastępca prokuratora generalnego Federacji Rosyjskiej od 2006 roku.

## Życiorys
Początkowo pracował jako robotnik (betoniarz i elektromonter). Po odbyciu służby wojskowej, w 1972 roku podjął studia w Instytucie Prawniczym w Swierdłowsku, który ukończył w 1976 roku. Następnie pracował w organach prokuratury Kazachskiej Socjalistycznej Republiki Radzieckiej (w latach 1991–1993 jako zastępca prokuratora generalnego Kazachskiej Socjalistycznej Republiki Radzieckiej). W latach 1993–1994 prokurator w Ałmaty w Kazachstanie. W latach 1994–2001 w prokuraturze w Moskwie, w latach 2001-2006 w administracji Moskwy. W lipcu 2006 roku mianowany pierwszym zastępcą prokuratora generalnego Rosji.
Posiada rangę państwowego radcy sprawiedliwości 1. klasy.